# Ånglegöl (Tveta socken, Småland)
Ånglegöl är en sjö i Hultsfreds kommun i Småland och ingår i Emåns huvudavrinningsområde. Sjöns area är 0,028 kvadratkilometer och den befinner sig 105 meter över havet.